# Kemal Alemdaroğlu
Kemal Alemdaroğlu (* 13. Februar 1939 in Trabzon) ist ein türkischer Professor und Doktor der Medizin. Eine Zeit lang war er der Direktor der Universität Istanbul.

## Leben
1962 machte Alemdaroğlu seinen Universitätsabschluss an der medizinischen Fakultät der Universität Istanbul. 1967 wurde er Facharzt für Chirurgie und 1972 Dozent. 1978 habilitierte er. 1982 wurde er zum Dekan der medizinischen Fakultät von Cerrahpaşa ernannt.
Alemdaroğlu wurde am 31. Dezember 1997 Rektor der Universität Istanbul. Alemdaroğlu, der sich selbst als Sozialdemokrat bezeichnet, erlangte türkeiweit Bekanntheit, weil er der erste Rektor war, der sich gegen das Kopftuch an den Universitäten aussprach. Von ihm stammt das Zitat: Wenn das Türban-Kopftuch freigelassen wird, wird die Türkei zur Hölle. Der damalige Präsident Ahmet Necdet Sezer suspendierte ihn von seinem Amt aufgrund von Plagiats-Anschuldigungen und Korruptionsvorwürfen. Alemdaroğlu wurde im Zusammenhang mit den Ergenekon-Ermittlungen am 21. März 2008 von Antiterroreinheiten der Polizei festgenommen.